# Episodi di SOKO - Misteri tra le montagne (seconda stagione)
La seconda stagione della serie televisiva SOKO - Misteri tra le montagne è stata trasmessa in anteprima in Austria da ORF 1 tra il 19 novembre 2002 e il 25 febbraio 2003.
| nº | Titolo originale   | Titolo italiano | Prima TV Austria | Prima TV Italia |
| -- | ------------------ | --------------- | ---------------- | --------------- |
| 1  | Steinschlag        |                 | 19 novembre 2002 |                 |
| 2  | Wilderer           |                 | 26 novembre 2002 |                 |
| 3  | Killerbienen       |                 | 3 dicembre 2002  |                 |
| 4  | Sonnwendfeuer      |                 | 10 dicembre 2002 |                 |
| 5  | Das Idol           |                 | 17 dicembre 2002 |                 |
| 6  | Abfahrt in den Tod |                 | 7 gennaio 2003   |                 |
| 7  | Farben des Todes   |                 | 14 gennaio 2003  |                 |
| 8  | Skateboard         |                 | 21 gennaio 2003  |                 |
| 9  | Mord à la carte    |                 | 4 febbraio 2003  |                 |
| 10 | Ein tiefer Fall    |                 | 11 febbraio 2003 |                 |
| 11 | Die Nagelfalle     |                 | 18 febbraio 2003 |                 |
| 12 | Fit für den Tod    |                 | 25 febbraio 2003 |                 |